# Kyle Hutton
Kyle Hutton (Cambuslang, 15 febbraio 1991) è un calciatore scozzese, centrocampista del Gartcairn Juniors.

## Carriera

### Nazionale
Ha giocato nelle nazionali giovanili scozzesi Under-19 ed Under-21.

## Palmarès
- Coppa di Lega scozzese: 1

Rangers: 2010-2011
- Campionato scozzese: 1

Rangers: 2010-2011
- Scottish Third Division: 1

Rangers: 2012-2013
- Scottish League One: 1

Rangers: 2013-2014